# Martin Roman
Martin Roman   (Berlín, 23 d'abril de 1910 - Emerson, 12 de maig de 1996) va ser un pianista de jazz alemany.
En el moment de l'incendi del Reichstag el febrer de 1933, Martin va ser detingut pels homes de les SS a l'entrada de l'enorme empori "Vaterland" de Berlín, on treballava la seva banda, la Marek Weber Band. Va marxar als Països Baixos. El gener de 1944 Roman va ser transportat al camp de concentració de Theresienstadt.
L'estiu de 1944 es va veure obligat a participar en una pel·lícula de propaganda a Theresienstadt que el comandant Karl Rahm havia obligat l'actor Kurt Gerron a dirigir. Roman va aparèixer al capdavant dels seus Swingers del ghetto. Quan es va acabar el rodatge, Roman i Gerron van ser enviats a Auschwitz, on Gerron va morir.
Com el bateria i guitarrista de jazz Coco Schumann, Roman va sobreviure. Gerron i el clarinetista Fritz Weiss del Jazz-Quintet-Weiss no ho van fer.
"Wir reiten auf hölzernen Pferden" de Roman es va enregistrar a l'àlbum Terezín - Theresienstadt, d'Anne Sofie von Otter.